# L. Ron Hubbard
Lafayette Ronald Hubbard (n. 13 martie 1911 – d. 24 ianuarie 1986), mai bine cunoscut ca L. Ron Hubbard (și deseori menționat doar prin inițialele sale, LRH) a fost un scriitor american de ficțiune pulp și cel care a inventat dianetica. Pe baza dianeticii, acesta a întemeiat ulterior Biserica Scientologică, pe care a condus-o până la sfârșitul vieții.

## Lucrări

### Ficțiune
1. Under the Black Ensign (1935)

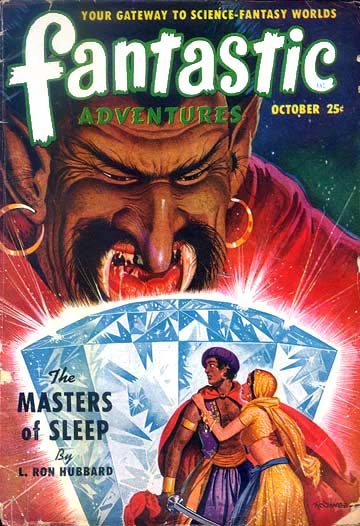
Coperta romanului The Masters of Sleep de L. Ron Hubbard

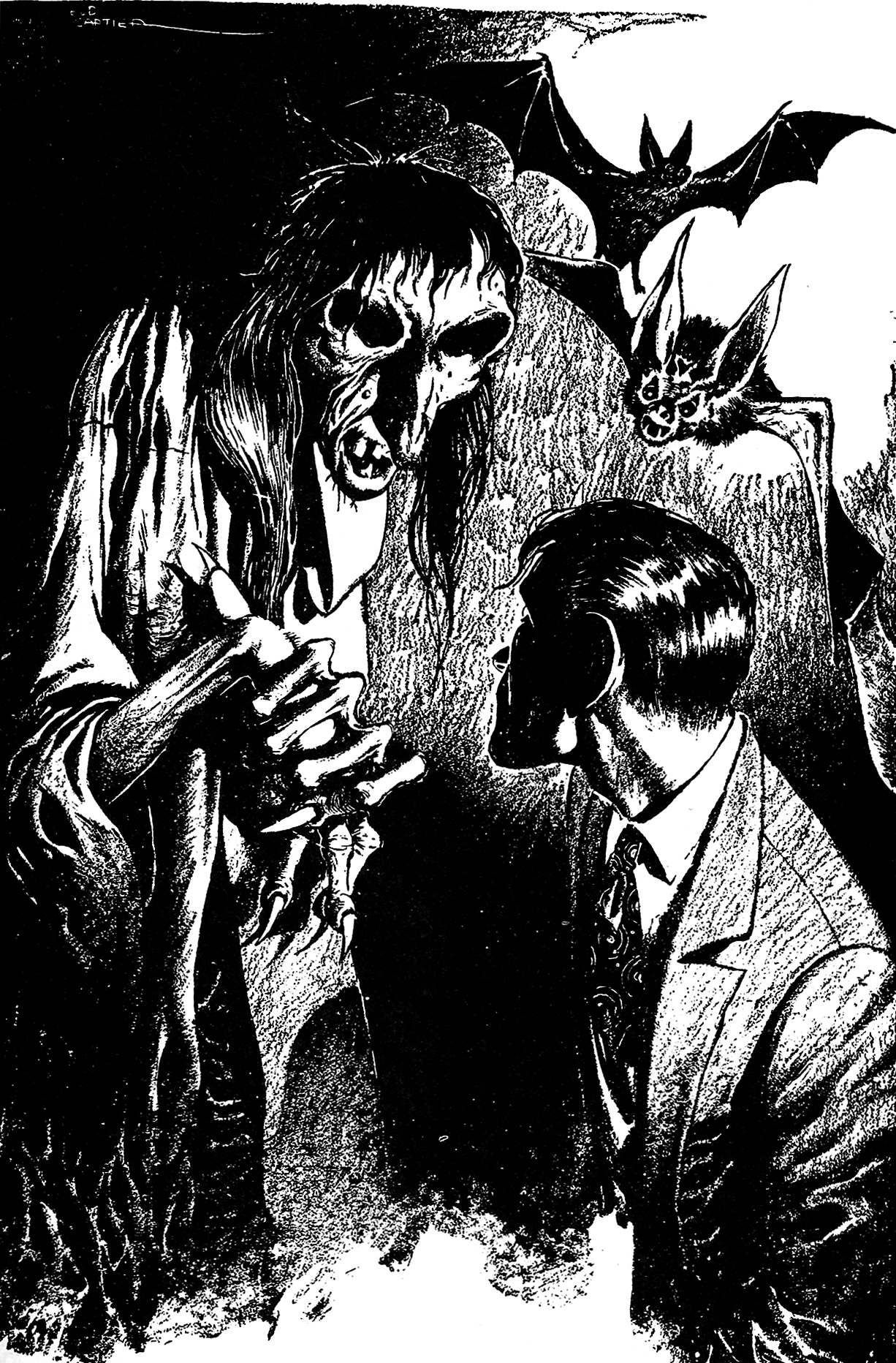
Ilustrație de Edd Cartier pentru povestirea lui Hubbard -"Fear"

2. Buckskin Brigades (1937), ISBN 0-88404-280-4
3. Slaves of Sleep (1939)
4. Ultimate Adventure, the (1939)
5. Final Blackout (1940), ISBN 0-88404-340-1
6. Indigestible Triton, the (1940)
7. The Automagic Horse (1940) publicat în (1994)
8. The End Is Not Yet (1947) (serializat în Astounding Science Fiction[23]
9. Death's Deputy (1948)
10. To the Stars (1950)
11. The Masters of Sleep (1950)
12. The Kingslayer (1949)
13. Fear (1951), ISBN 0-88404-599-4
14. Typewriter in the Sky (1951), ISBN 0-88404-933-7
15. Return to Tomorrow (1954)
16. The Ultimate Adventure (1970)
17. Ole Doc Methuselah (1953), ISBN 0-88404-653-2
18. Seven Steps to the Arbiter (1975)
19. Battlefield Earth (1982), ISBN 0-312-06978-2
20. Mission Earth 1. The Invaders Plan (1985)
21. Mission Earth 2. Black Genesis (1986)
22. Mission Earth 3.The Enemy Within (1986)
23. Mission Earth 4. An Alien Affair (1986)
24. Mission Earth 5. Fortune of Fear (1986)
25. Mission Earth 6. Death Quest (1986)
26. Mission Earth 7. Voyage of Vengeance (1987)
27. Mission Earth 8. Disaster (1987)
28. Mission Earth 9. Villainy Victorious (1987)
29. Mission Earth 10. The Doomed Planet (1987)